# 스카일러 애스틴
스카일러 애스틴 립스틴(Skylar Astin Lipstein, 1987년 9월 23일 ~ )은 미국의 배우이다.

## 출연 작품
- 고스트 오브 워 - 유진 역